# Васил Костадинов
Васил Костадинов е български полицай, старши комисар от МВР. 

## Биография
Васил Костадинов е роден през 1972 г. в град Пловдив, Народна република България. Завършва специалност „Охрана на обществения ред и борба срещу престъпността“ във ВИПОНД (днес Академия на МВР) и специалност „Право“ във Великотърновският университет „Св. св. Кирил и Методий“.
За 28-години заема различни постове в системата на МВР, заемал е последователно различни изпълнителски и ръководни позиции в подразделения на дирекцията в Пловдив. През 2010 г. е началник на Полицейски участък Садово при РУ – Асеновград, три години по-късно оглавява РУ – Раковски, а през 2015 г. е директор на РУ – Първомай. От месец юни 2021 г. временно е преназначен на длъжността началник на Шесто РУ – Пловдив, а през септември 2021 г. става заместник директор на ОДМВР – Пловдив.